# Fornby folkhögskola

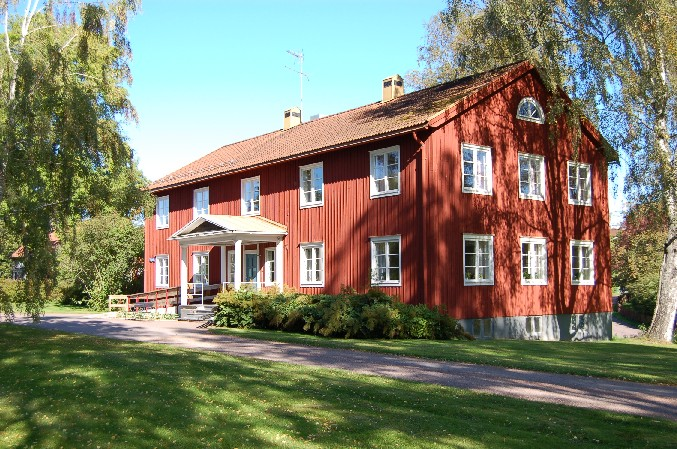
Fornby Folkhögskola

Fornby Folkhögskola i Fornby, Borlänge kommun grundades 1877 under namnet Dalarnes folkhögskola. Fornby folkhögskola ligger ca 3 km från Borlänge  centrum vid Tunaån och nära Frostbrunnsdalen.
Huvudbyggnaden är en bergsmansgård. På skolan går omkring 150 studerande och internatet har plats för 35 studerande.
Skolan har filialer i Falun och Ludvika.

## Kurser
Skolan har allmän kurs, fritidsledarutbildning, konstkurs, textilkurs, sy och sälj-, distans-, sommar- och samverkanskurser.

## Huvudmannaskap
Huvudman är Landstinget Dalarna.